# Heterarthrus nemoratus
Heterarthrus nemoratus är en stekelart som först beskrevs av Carl Fredrik Fallén 1808.  Heterarthrus nemoratus ingår i släktet Heterarthrus, och familjen bladsteklar. Arten är reproducerande i Sverige.